# شاوی خیمنس
شاوی خیمنس (کاتالونیایی: Xavi Giménez؛ زادهٔ ۱۹۷۰ میلادی) فیلم‌بردار اهل اسپانیا است.
از فیلم‌ها یا مجموعه‌های تلویزیونی که وی در آن‌ها نقش داشته است، می‌توان به فیلم اسپانیایی، ماشین‌چی، تاریکی و آگورا اشاره نمود.